# Håkan Lindman
Håkan Fred Ingvar Lindman (Göteborg, 27 novembre 1961) è un ex calciatore svedese, di ruolo attaccante.

## Carriera

### Club
Ha trascorso tutta la carriera in Svezia.

### Nazionale
Con la Nazionale svedese ha preso parte alle Olimpiadi del 1988 senza, però, scendere mai in campo.